# Porte de Strasbourg à Bitche
Pour les articles homonymes, voir Porte de Strasbourg.
La porte de Strasbourg (en allemand Straßburger Tor) se situe dans la commune française de Bitche et le département de la Moselle. Il s'agit d'un des seuls vestiges des fortifications qui comprenaient quatre Portes.

## Histoire
Jusqu’à la guerre de Trente Ans, la ville de Bitche n'est constituée que de deux bourgs, l'un (quartier de la mairie) du nom de Kaltenhausen et l'autre, (quartier de l'abattoir) du nom de Rohr. La population de l'ensemble est de 198 habitants en 1595. Ces deux bourgs sont entourés d'un mur d'enceinte, donnant passage aux piétons et aux attelages grâce à deux portes. La première porte, dite Oberpfort (porte supérieure), est la porte de Strasbourg et l'autre Unterpfort (porte inférieure) est celle de Sturzelbronn. Le 6 septembre 1633, les Suédois détruisent et incendient ces deux bourgs et le maréchal d'Humières, sur les ordres de Richelieu, assiège et occupe la place en 1634. On parle de quatre portes en 1662, à savoir la Hinter Thor (porte de derrière), la Vorder Thor (porte de devant), Ober Thor (porte dite de Strasbourg) et Unter Thor (porte de Sturzelbronn). Ces portes sont gardées par des gardiens (Wachtmeister) chargés de les surveiller, de les ouvrir le matin et de les fermer le soir. À certaines époques, la municipalité se charge de salarier le gardien. Chaque citoyen doit lui livrer annuellement un Sester de grain. De même, chaque voiture ou charrette amenant du bois doit lui fournir un Porstang. Durant la fenaison, il a le droit d'arracher à chaque voiture trois, et à chaque charrette, deux poignées de foin. De plus, le berger doit lui garder gratuitement deux têtes de bétail et deux porcs.
Louis XIV conquiert la Lorraine en 1683, la place est fortifiée par Vauban et la ville entourée d'un mur par le maréchal d’Humières. Par des traités de paix successifs, Bitche change de mains et ses fortifications sont détruites et reconstruites à plusieurs reprises. La population de la ville augmente peu à peu pour atteindre 400 habitants en 1626. Le traité de Ryswick restitue la Lorraine au duc Léopold, empereur du Saint-Empire en 1697, stipulant que la place de Bitche sera rasée, ce qui est fait en 1698. Des années passent et on voit se dresser une enceinte de palissades, composée de 6 822 pièces et qui dure pratiquement jusqu'en 1788. L'année 1743 voit la construction de quatre barrières. Un plan de la ville de Bitche, daté de 1753, se trouvant au musée de la citadelle indique l'emplacement exact des dites barrières :
- la barrière de Strasbourg, à l'emplacement actuel de la même porte
- la barrière de Sarreguemines et de Phalsbourg, située à la hauteur de cinéma Central
- la barrière de la Roche Percée, située à la hauteur de l'abattoir
- la barrière de Landau, située entre le bâtiment Rocca et les établissements Lamy.

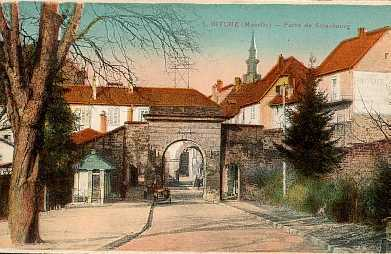
La porte de Strasbourg, vue depuis la gare.

Ces barrières ne sont que de simples constructions de bois et de fer. Les mémoires des fortifications de Bitche portant la date du 1er janvier 1758 disent : Les barrières construites en 1743 aux entrées de la ville basse, étant tombées en vétusté, on en fait mettre les vieux fers aux magasins, ainsi que les bois qui en sont provenus. On n'en propose pas le rétablissement, attendu qu'elles deviennent inutiles. La nouvelle enceinte projetée dans le pourtour de cette ville basse n'étant point encore décidée, conséquemment, les entrées des portes ne sont point indiquées. En 1786, les portes sont pourvues de quatre corps de garde, d'une longueur de 6 mètres 80 et d'une largeur de 5 mètres 50, avec une superficie au rez-de-chaussée de 37,40 m2, semblables en construction et en contenance, faits pour douze hommes, selon le tableau militaire de Strasbourg, dressé en juillet et août 1819.
Un autre tableau du ministère de la Guerre daté du 17 décembre 1833 concernant les propriétés immobilières appartenant à l'État qui sont affectés à un service public quelconque dans la place de Bitche, nous dit que chaque corps de garde comprend un petit grenier, avec une superficie bâtie pour l’ensemble de 192 m2, pour une valeur approximative en capital de 4 800 francs. Ce document nous indique que l'enceinte est construite en 1786 aux frais de la ville pour le département de la guerre sur les plans et sous la direction du génie militaire, qu'elle appartient au département de la guerre depuis sa construction, et ce jusqu'au 8 avril 1811. Remis à cette époque à la ville par décret du 23 février 1811, elle est occupée à nouveau et entretenue par le département de la guerre depuis 1814, sans acte de reprise. Un état de la direction de Sarrelouis du Corps Royal de Génie pour la place de Bitche en date du 15 novembre 1814 porte comme observation : la force de service au 15 juillet 1791 est composée comme suit :
- Barrière de Strasbourg : 4 hommes, 1 caporal, 3 fusiliers
- Barrière de Sarreguemines : 10 hommes, 1 sergent, 1 caporal, 8 fusiliers
- Barrière de la Roche Percée : 6 hommes, 1 caporal, 5 fusiliers
- Barrière de Landau : 12 hommes, 1 sergent, 1 caporal, 10 fusiliers

Ces chiffres nous donnent certainement l'importance des dites barrières.

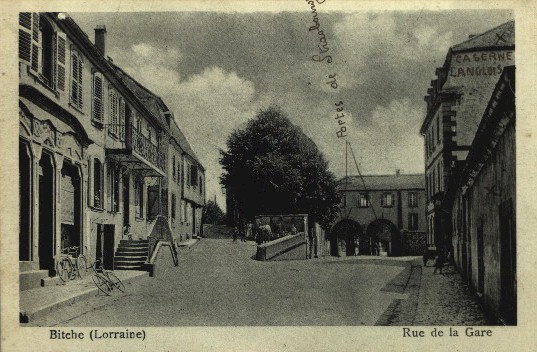
La porte de Strasbourg et la rue de la gare.

Par ordonnance ministérielle de la guerre du mois d'octobre 1788, l'enceinte de palissade est remplacée par un mur terminé en 1795 et qui coûte la somme de 57 202 francs, s'étendant du glacis de la citadelle jusqu'au Stadtweiher. Il faut remonter à l'année 1844 où le général Schneider, originaire de la région, ministre de la guerre du 12 mai 1839 au 1er mars 1840, parvient à faire imposer la fortification de la ville. Une ordonnance ministérielle en date du 28 juin 1844 ordonne ces fortifications qui sont achevées en 1852. La ville ayant attiré un nombre de plus en plus grand d'ouvriers, d'artisans et de commerçants, voit passer sa population de 2 200 habitants en 1770 à 3 411 en 1850, ce qui amène les constructeurs de fortifications à reporter les portes au-delà des anciennes barrières.
La porte de Strasbourg est l'unique porte à ne pas changer d'emplacement. La barrière dite de Sarreguemines et de Phalsbourg éclate en deux. L'une appelée porte de Phalsbourg est repoussée jusqu’à la chapelle de l'Étang et l'autre dite de Sarreguemines se trouve à la hauteur de la poste. Celle de Landau, elle aussi est reportée à la hauteur de l'actuel tabac Hoellinger. La guerre de 1870 a malmené les portes de Bitche et la mise en service de l'artillerie rayée, à plus longue portée, à précision plus grande, à effets plus puissants, modifie les conditions de la lutte, au grand détriment de la valeur du fort. C’est ainsi qu'à partir de 1872, les portes sont condamnées au pic des démolisseurs qui ne laissent debout que quelques pans de mur et une seule porte, celle de Strasbourg, qui existe encore à ce jour mais se voit contournée par la circulation de plus en plus dense. Les trois autres ont disparu, celle de Sarreguemines en 1889, Lemberg en 1891 et Landau en 1900. 
La porte de Strasbourg est inscrite aux monument historique depuis 1930.